# تیم ملی بسکتبال موناکو
تیم ملی بسکتبال موناکو (به فرانسوی: Équipe de Monaco de basketball‎) نماینده پادشاهی موناکو است ودر مسابقات بین‌المللی بسکتبال شرکت می کند  موناکو در بازی های کشورهای کوچک اروپا شرکت کرده است و در  سال ۱۹۸۷ نشان طلا کسب کرده است.